# Camaridium soconuscanum
Camaridium soconuscanum är en orkidéart som först beskrevs av Denis E. Breedlove och DeAda Mally, och fick sitt nu gällande namn av Mario Alberto Blanco. Camaridium soconuscanum ingår i släktet Camaridium och familjen orkidéer. Inga underarter finns listade i Catalogue of Life.